# Christophe Dongieu
Pas d'image ? Cliquez ici

a Compétitions nationales et continentales officielles uniquement.

Christophe Dongieu, né le 1er février 1972 à Bayonne, est un joueur français de rugby à XV évoluant aux postes de troisième ligne aile et centre.

## Biographie
Christophe Dongieu est né le 1er février 1972 à Bayonne. Évoluant de 1992 à 1997 à l'Aviron bayonnais,, il quitte le club pour rejoindre le CA Bordeaux Bègles,. En 2000, il s'engage ensuite avec l'AS Montferrand. À l'issue de sa première saison en Auvergne, il dispute la finale du championnat au terme de laquelle son club s'incline. Après deux saisons, il rejoint l'Union sportive dacquoise en 2002 où il reste quatre saisons.

## Palmarès
- Coupe André Moga :
  - Vainqueur : 1995 avec l'Aviron bayonnais.
- Championnat de France :
  - Finaliste : 2001 avec l'AS Montferrand.